# منتخب ساموا الأمريكية لدوري الرغبي
منتخب ساموا الأمريكية لدوري الرغبي (بالإنجليزية: American Samoa national rugby league team)‏ هو ممثل ساموا الأمريكية الرسمي في المنافسات الدولية في دوري الرغبي .عكس تعذيب كما اقصد مرحبا وداعا مرحبا وداعا مرحبا وداعا مرحبا وداعا كل خلق